# O säg, min själ, vi du förfäras
O säg, min själ, vi du förfäras är en psalm med text skriven av Samuel Johan Hedborn.

## Publicerad i
- 1819 års psalmbok som nr 243 under rubriken "Kristligt sinne och förhållande - I allmänhet: Förhållandet till Gud: Tålamod och tröst av Guds godhet under korset och bedrövelsen".[1]